# Bromus mucroglumis
Bromus mucroglumis là một loài thực vật có hoa trong họ Hòa thảo. Loài này được Wagnon mô tả khoa học đầu tiên năm 1950.